# Manfred Denker
Manfred Denker (* 20. Juni 1944 in Breslau) ist ein deutscher Mathematiker.

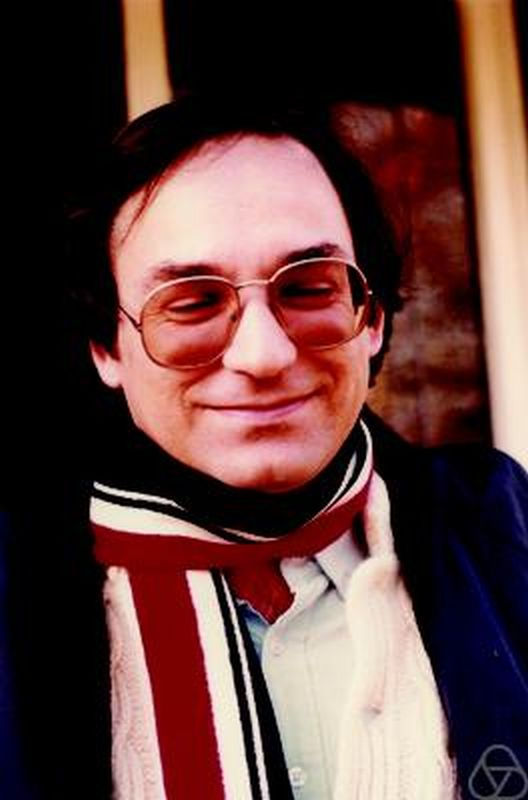
Manfred Denker 1981

Denker studierte in Erlangen und an der University of Warwick und wurde 1972 an der Universität Erlangen-Nürnberg bei Konrad Jacobs promoviert (Untersuchungen über eine spezielle Klasse von Zerlegungen eines kompakten metrischen Raumes). 1974 habilitierte er sich und wurde Professor an der Universität Göttingen, an der er über jahrelang im Wechsel mit anderen geschäftsführender Direktor des Instituts für Mathematische Stochastik war und 2004 in den Ruhestand ging, und lehrt an der Pennsylvania State University. In Göttingen war er maßgeblich an der Gründung des Interdisziplinären Zentrums für Statistik beteiligt und der Einrichtung des Promotionsstudiengangs Angewandte Statistik und Empirische Methoden. 1977/78 und 2000/2001 war er Dekan der Mathematischen Fakultät.
Denker befasst sich mit Wahrscheinlichkeitstheorie, stochastischen Prozessen, komplexer Dynamik, Fraktaler Geometrie, Ergodentheorie, nichtparametrischer Statistik und dem thermodynamischen Formalismus in der Theorie dynamischer Systeme.
Zu seinen Doktoranden gehören die Professoren Hajo Holzmann (Marburg), Herold Dehling (Groningen, Bochum), Axel Munk (Göttingen), Marc Keßeböhmer (Bremen), Ansgar Steland (Aachen), Uwe Rösler (Kiel). Er war zu längeren Forschungsaufenthalten in den USA, Japan, Frankreich, Israel und Polen. 
2003 wurde er Herausgeber des Journals „Stochastics and Dynamics“.

## Schriften
- Einführung in die Analysis dynamischer Systeme, Springer Verlag 2005
- mit Wojbor A. Woyczynski: Introductory Statistics and Random Phenomena: Uncertainty, Complexity and Chaotic Behavior in Engineering and Science (with Mathematica uncertain virtual worlds by Bernard Ycart), Birkhäuser 1998
- mit Rabi Bhattacharya: Asymptotic statistics,  DMV Seminar 14, Birkhäuser 1990
- Asymptotic distribution theory in nonparametric statistics. Advanced Lectures in Mathematics. Vieweg 1985
- mit Christian Grillenberger, Karl Sigmund: Ergodic theory on compact spaces, Lecture Notes in Mathematics 527, Springer 1976
- Herausgeber mit Konrad Jacobs: Ergodic theory : proceedings, Oberwolfach, Germany, June 11-17, 1978, Springer Verlag 1979